# Brevard College
Brevard College es una universidad privada en Brevard, Carolina del Norte. La universidad otorga la Licenciatura en Artes. Licenciatura en Ciencias y Maestría en Ciencias.

## Historia

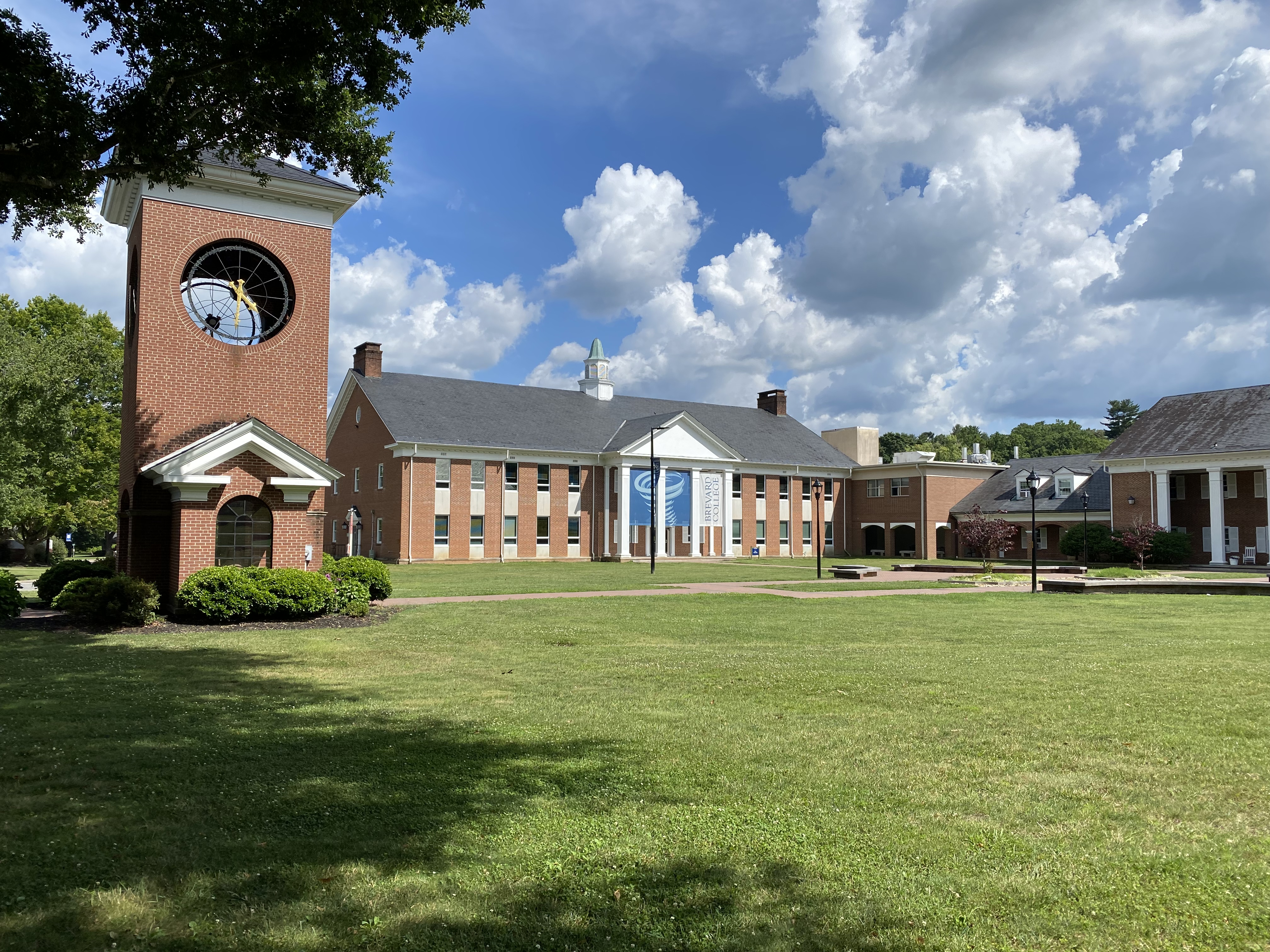
Campus universitario de Brevard

Brevard College recibió su nombre de Ephraim Brevard, un maestro y uno de los líderes locales que produjeron las Resoluciones de Mecklenburg / Declaración de Independencia de Mecklenburg en 1775. Brevard College tiene sus orígenes en tres instituciones: Weaver College, una escuela de dos y cuatro años, fundada en Weaverville, condado de Buncombe, en 1853 por los "Hermanos de la Templanza"; Rutherford College, que fue fundada como Owl Hollow School en 1853 en el condado de Burke (y dio su nombre a Rutherford College, Carolina del Norte); y el Instituto Brevard, una escuela secundaria inaugurada en 1895 por el empresario de Asheville Fitch Taylor y su esposa, Sarah. 
En 1933, la Conferencia Anual del Oeste de Carolina del Norte decidió fusionar los colegios Weaver y Rutherford para crear un único colegio universitario metodista mixto en el sitio del antiguo Instituto Brevard.  En el otoño de 1934, se estableció Brevard College después de que cinco profesores de Weaver y 30 estudiantes de Weaver se mudaran a la nueva ubicación como parte de una apertura que incluía 24 profesores y 394 estudiantes.  
La valla y puerta de piedra de Brevard College fueron erigidas por la Works Progress Administration en 1936-1937 y figuran en el Registro Nacional de Lugares Históricos en 1993. 

## Biblioteca
La biblioteca JA Jones, que lleva el nombre de James Addison Jones,  atiende a estudiantes de Brevard College y también apoya a los prestatarios de la comunidad. Además de sus colecciones impresas y digitales, proporciona información histórica sobre el condado de Transilvania,  alojamiento de estudio para trabajo individual o en grupo en espacios públicos o privados, aulas para instrucción bibliotecaria y privilegios de préstamo interbibliotecario.
La biblioteca JA Jones es miembro de la Asociación Estadounidense de Bibliotecas, la Asociación de Colegios Apalaches, el Consorcio de Carolina, Lyrasis y los colegios y universidades independientes de Carolina del Norte.

## Atletismo
Los equipos atléticos de Brevard se llaman Tornados. La universidad es miembro de las filas de la División III de la NCAA y compite principalmente en la Conferencia Atlética del Sur de EE. UU. (Sur de EE. UU.) desde el año académico 2017-18. Los Tornados compitieron anteriormente en la Conferencia del Atlántico Sur (SAC) de la División II de la NCAA de 2007-08 a 2016-17; como Independiente NCAA D-II durante el año escolar 2006-07; y en la Conferencia Atlética de los Apalaches (AAC) de la Asociación Nacional de Atletismo Intercolegial (NAIA) de 2000–01 a 2005–06.

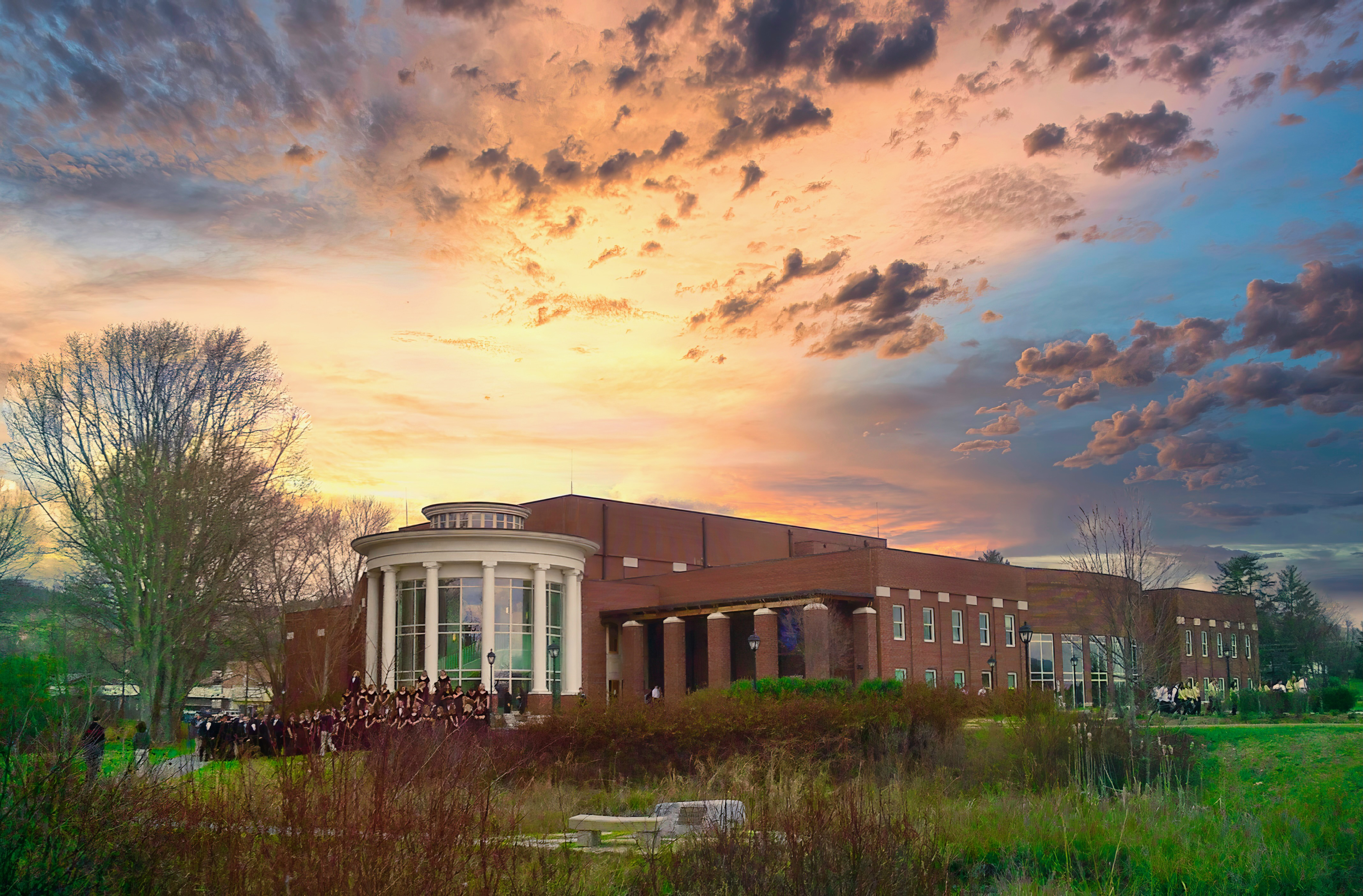
La sala de conciertos y el teatro Porter Center en Brevard College

El atletismo juega un papel importante en la vida del campus de Brevard College y es una parte importante de la historia de la institución.
Brevard compite en 20 deportes universitarios interuniversitarios: los deportes masculinos compiten en béisbol, baloncesto, porristas, campo a través, ciclismo, fútbol americano, lacrosse, fútbol, tenis y atletismo; mientras que los deportes femeninos incluyen baloncesto, porristas, campo a través, ciclismo, lacrosse, fútbol, sóftbol, tenis, atletismo y voleibol.

### Fútbol americano
En el otoño de 2006, la universidad presentó un equipo de fútbol por primera vez desde la década de 1950.

### Disco de golf
El disc golf también es una actividad de ocio popular en el campus; Brevard compite en varios torneos anuales con otras universidades locales.

### Bicicleta de montaña
En el otoño de 2009, el equipo de ciclismo de montaña Tornados (en apenas su tercera temporada) ganó su primer campeonato nacional después de mejorar un cuarto puesto en 2008 y un octavo puesto en 2007. El equipo obtuvo su segunda victoria en el campeonato nacional en 2010. En 2012 el equipo ganó su tercer campeonato nacional. 